# Ministère de l'Intérieur (Iran)
Pour les articles homonymes, voir Ministère de l'Intérieur.
Le ministère de l'Intérieur (en persan : وزارت کشور) est le ministère de la République Islamique d'Iran chargé entre autres de la sécurité intérieure, de la police et de l'organisation des élections.